# Thomisus nirmali
Thomisus nirmali là một loài nhện trong họ Thomisidae.
Loài này thuộc chi Thomisus. Thomisus nirmali được Subhendu Sekhar Saha & Dinendra Raychaudhuri miêu tả năm 2007.